# 楽平市
楽平市（らくへい-し）は中華人民共和国江西省景徳鎮市に位置する県級市。楽安河が流れる。

## 行政区画
- 街道:洎陽街道、塔山街道
- 鎮:鎮橋鎮、楽港鎮、涌山鎮、衆埠鎮、接渡鎮、洪岩鎮、礼林鎮、後港鎮、塔前鎮、双田鎮、臨港鎮、高家鎮、名口鎮、浯口鎮、十里崗鎮
- 郷:鸕鶿郷

## 交通

### 鉄道
- 中国国家鉄路集団
  - 昌景黄線（中国語版）
    - 楽平北駅

  - 皖贛線
    - 楽平市駅

### 道路
- 高速道路
  - S36 徳昌高速道路
- 国道
  - G206国道